# Миколка-паровоз
«Миколка-паровоз» — советский художественный фильм по мотивам одноименной повести М. Лынькова, снятый на киностудии Беларусьфильм в 1956 году.

## Описание сюжета
Фильм повествует о судьбе белорусского мальчика Миколки по прозвищу Паровоз, сына паровозного машиниста. Действие фильма начинается в 1916 году — Миколка-Паровоз живёт вместе с родителями и дедом в вагоне-теплушке. Отец Миколки помогает революционерам-подпольщикам и попадает в тюрьму. Миколка решает пожаловаться царю на начальника станции, творящего несправедливости. Однако мальчика избивают жандармы прямо под портретом царя, и теперь Миколка мечтает о мести. Но отомстить он не успевает — события в стране начинают меняться с удивительной быстротой, и домик его отца оказывается в центре этих событий, связанных с Октябрьской революцией. Позже в годы гражданской войны вместе со взрослыми Миколка принимает участие в борьбе против белогвардейцев и интервентов. Когда станцию захватили враги, он вместе с отцом уходит к партизанам. При приближении Красной армии немцы собираются вывезти реквизированное имущество и оружие. Чтобы помешать этому, партизанский отряд атакует станцию, но силы неравны. За помощью отправляют паровоз, который Миколке придется вести самому.

Кадр из фильма

## В ролях
| Актёр                 | Роль                                                  |
| --------------------- | ----------------------------------------------------- |
| Володя Гуськов        | Миколка-паровоз                                       |
| Георгий Гумилевский   | дед Остап                                             |
| Олеся Иванова         | мать Миколки                                          |
| Николай Бармин        | отец Миколки                                          |
| Степан Хацкевич       | Василий Степанович                                    |
| Александр Белов       | Семён                                                 |
| Сергей Троицкий       | начальник станции                                     |
| Василий Бокарев       | жандарм                                               |
| Тамара Трушина        | фрау Амалия, учительница немецкого языка, переводчица |
| Здислав Стомма        | инспектор школы                                       |
| Леон Рахленко         | немецкий полковник                                    |
| Люся Светлицкая       | Катька                                                |
| Коля Лопатин          | Ленька                                                |
| Витя Докучаев         | Борька                                                |
| Глеб Глебов           | городской голова                                      |
| Евгений Полосин       | партизан                                              |
| Виктор Кулаков        | машинист                                              |
| Александр Кистов      | эпизод                                                |
| Веремейчик Константин | эпизод                                                |